# Кинетохор

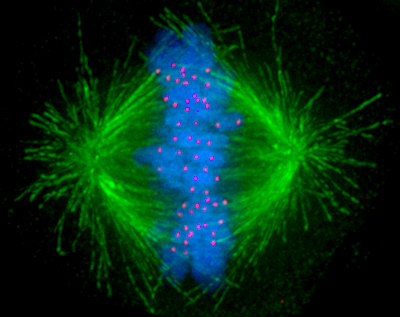
Веретено деления в клетке человека. Микротрубочки выделены зелёным цветом, хромосомы — синим, кинетохоры — красным.

Кинетохор — белковая структура на хромосоме, к которой крепятся волокна веретена деления во время деления клетки. Кинетохоры играют важнейшую роль при сегрегации хромосом для последующего разделения родительской клетки на две дочерние.
Кинетохоры формируются на центромерах хромосом у эукариотов. Кинетохоры подразделяют на две области — внутреннюю, крепко связанную с центромерной ДНК, и внешнюю, взаимодействующую с микротрубочками веретена деления.
В начале митоза быстро растущие и тут же распадающиеся микротрубочки активно «ощупывают» цитоплазму клетки в поисках кинетохор. Связки микротрубочек, крепящиеся к единичному кинетохору, называют «К-пучками» (англ. K-bundles). С ходом эволюции и усложнением организмов, число микротрубочек, закрепляющихся за единичный кинетохор, по-видимому, возрастало: у дрожжей вида Saccharomyces cerevisiae к кинетохору крепится одна микротрубочка, у Schizosaccharomyces pombe — от двух до четырёх, у мушки Drosophila melanogaster от четырёх до шести, у млекопитающих — от 20 и более.
Структурно кинетохоры состоят из множества белков, их набор различен у разных видов, но многие из них гомологичны. Основными белками, входящими в состав кинетохора являются белки, связывающие его с хроматидой, и белки, участвующие в переносе хроматиды по микротрубочкам веретена деления. Основными из них являются динеины. Активно исследуется молекулярная эволюция строения кинетохора.

## Этимология
Слово «кинетохор» составлено из двух греческих корней: кинето-, движение, и хорос, место.
Многих читателей путает продолжающееся ошибочное использование терминов «кинетохор» и «центромера» для общего обозначения суженной части хромосом, соединяющейся с веретеном, для обозначения ДНК-последовательности в этой области, для обозначения части гетерохроматина в этой позиции.